# Danemark aux Jeux olympiques d'hiver de 2018
Le Danemark participe aux Jeux olympiques d'hiver de 2018 à Pyeongchang en Corée du Sud du 9 au 25 février 2018. Il s'agit de sa quatorzième participation à des Jeux d'hiver.

## Participation
Aux Jeux olympiques d'hiver de 2018, les athlètes de l'équipe du Danemark participent aux épreuves suivantes : 
| Sport               | Hommes | Femmes | Total |
| ------------------- | ------ | ------ | ----- |
| Ski alpin           | 2      | 0      | 2     |
| Ski de fond         | 1      | 0      | 1     |
| Curling             | 5      | 5      | 10    |
| Ski acrobatique     | 0      | 1      | 1     |
| Patinage de vitesse | 2      | 1      | 3     |
| Total               | 10     | 7      | 17    |

## Récompenses

### Médailles
| Médaille | Discipline | Épreuve | Athlète(s) | Performance | Date         |
| -------- | ---------- | ------- | ---------- | ----------- | ------------ |
| Or       |            |         |            |             | février 2018 |
| Argent   |            |         |            |             | février 2018 |
| Bronze   |            |         |            |             | février 2018 |

| Sport | Médaille d'or, Jeux olympiques | Médaille d'argent, Jeux olympiques | Médaille de bronze, Jeux olympiques | Total |
| ----- | ------------------------------ | ---------------------------------- | ----------------------------------- | ----- |
|       | —                              | —                                  | —                                   |       |

| Jour     | Date       | Médaille d'or, Jeux olympiques | Médaille d'argent, Jeux olympiques | Médaille de bronze, Jeux olympiques | Total |
| -------- | ---------- | ------------------------------ | ---------------------------------- | ----------------------------------- | ----- |
| 1er jour | 8 février  | —                              | —                                  | —                                   | —     |
| 2e jour  | 9 février  | —                              | —                                  | —                                   | —     |
| 3e jour  | 10 février |                                |                                    |                                     |       |
| 4e jour  | 11 février |                                |                                    |                                     |       |
| 5e jour  | 12 février |                                |                                    |                                     |       |
| 6e jour  | 13 février |                                |                                    |                                     |       |
| 7e jour  | 14 février |                                |                                    |                                     |       |
| 8e jour  | 15 février |                                |                                    |                                     |       |
| 9e jour  | 16 février |                                |                                    |                                     |       |
| 10e jour | 17 février |                                |                                    |                                     |       |
| 11e jour | 18 février |                                |                                    |                                     |       |
| 12e jour | 19 février |                                |                                    |                                     |       |
| 13e jour | 20 février |                                |                                    |                                     |       |
| 14e jour | 21 février |                                |                                    |                                     |       |
| 15e jour | 22 février |                                |                                    |                                     |       |
| 16e jour | 23 février |                                |                                    |                                     |       |
| 17e jour | 24 février |                                |                                    |                                     |       |
| 18e jour | 25 février |                                |                                    |                                     |       |
| Total    | Total      | 0                              | 0                                  | 0                                   | 0     |